# 趙文煒
趙文煒（16世紀—17世紀），號思麓，浙江衢州府常山縣人，明朝政治人物。

## 生平
萬曆十三年（1585年）中乙酉科浙江鄉試舉人，十七年（1589年）成進士，通政司觀政，七月告病歸。二十年獲授工部主事，二十五年升员外郎，二十六年升郎中，出任黃州知府。當時錦衣衛總旗申敏上奏興國州出產丹砂，命宦官陳奉開採，他堅持大體不肯逢迎，陳奉就誣陷他抗旨，萬曆二十七年（1599年）遭降調為福建等處都轉鹽運使司運同，不久去世。

## 家族
宋朝宗室後裔。曾祖趙慶寧，祖父趙厚。父趙祈，生员。